# Каліспелл (Монтана)
Каліспелл (англ. Kalispell) — місто (англ. city) в США, адміністративний центр округу Флетгед штату Монтана. Населення міста — 19 927 осіб (2010) й Каліспелльської агломерації - 90 928 осіб (перепис 2010 року; оцінка на 2018 рік 102106 осіб) . Каліспелл є найбільшим містом і торговим центром на північному заході Монтани. Саліською мовою Каліспелл перекладається як "місце над озером". Каліспелл є в'їздом до канадського Глейширського національного парку з ЗДА.

## Історія
Місто засноване підприємцем і банкіром Чарльзом Едвардом Конрадом з Форт-Бентона з Монтани та його трьома компаньйонами, що організували Каліспелльську Таунсайт компанію. Розпродаж ділянок під будівництво почалося 1891 року, а 1892 було інкорпоровано місто. Конрад звів собі велику садибу 1895 року у вікторіанському стилі за проектом Кіртландом Каттером зі Спокену.
Каліспелл вважаться другорядним торговим центром з приблизно територією населенною 130 тисячами людей. У місті розташовано Каліспелльський регіональний медичний центр з 150 лікарняними ліжками.
У індіанських школах навколо Каліспелла вівчають Каліспеллсько-спокенсько-флатхедську мову, й в Арлі - саліську мову.
У Каліспеллі головний офіс збройового підприємства Montana Rifle Company.
У Каліспеллі та в окрузі була знята кінострічка Брама небесна (1980).

## Географія

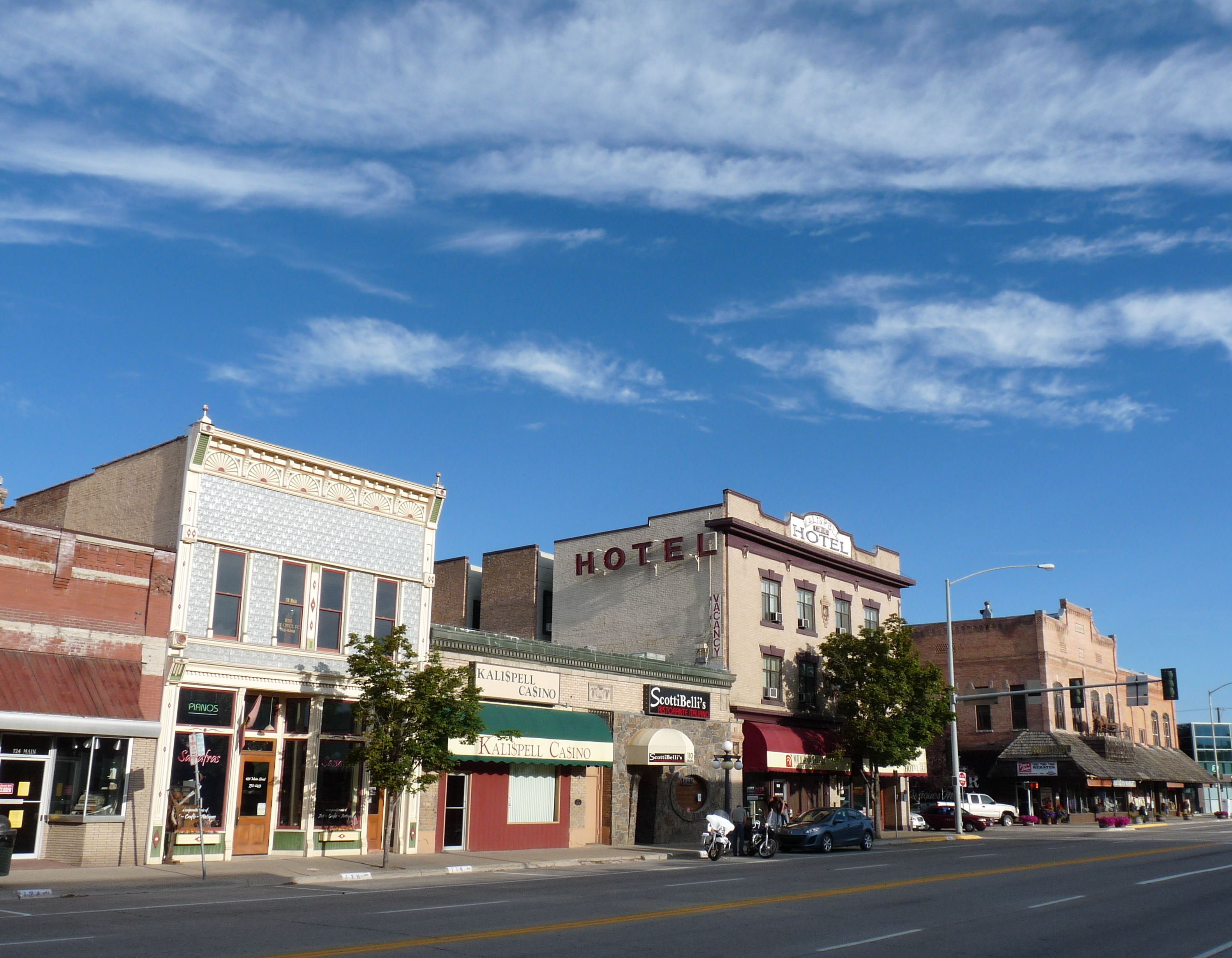
Мейн-стріт

Каліспелл розташоване у північно-західній частині штату у Флатхедській долині, за 50 кілометри від Глейширського національного парку, За 35 кілометрів від греблі Хангрі-Хорс, у двох кілометрах від річки Флатхед
За 27 км розташовани Вайтфіш гірський курорт на Біг-маунтен і Блектейл гірська лижна місцевість. За 11 км на південь від Каліспелла озеро Флатхед.
Площа міста становить 30,38 км², відкритих водних просторів практично нема.
Каліспелл розташований за координатами 48°12′50″ пн. ш. 114°19′25″ зх. д. / 48.21389° пн. ш. 114.32361° зх. д. (48.213846, -114.323523).  За даними Бюро перепису населення США в 2010 році місто мало площу 30,36 км², з яких 30,14 км² — суходіл та 0,22 км² — водойми.

### Клімат
| Клімат : Каліспелл      | Клімат : Каліспелл | Клімат : Каліспелл | Клімат : Каліспелл | Клімат : Каліспелл | Клімат : Каліспелл | Клімат : Каліспелл | Клімат : Каліспелл | Клімат : Каліспелл | Клімат : Каліспелл | Клімат : Каліспелл | Клімат : Каліспелл | Клімат : Каліспелл | Клімат : Каліспелл |
| Показник                | Січ.               | Лют.               | Бер.               | Квіт.              | Трав.              | Черв.              | Лип.               | Серп.              | Вер.               | Жовт.              | Лист.              | Груд.              | Рік                |
| Абсолютний максимум, °C | 13,3               | 17,8               | 22,8               | 29,4               | 35,0               | 38,9               | 40,0               | 40,6               | 37,2               | 30,0               | 20,6               | 14,4               | 40,6               |
| Середній максимум, °C   | −0,4               | 2,2                | 7,6                | 13,4               | 18,4               | 22,2               | 27,4               | 27,4               | 21,1               | 12,7               | 4,2                | −1,3               | 12,9               |
| Середній мінімум, °C    | −8,7               | −7,7               | −3,8               | −0,4               | 3,6                | 6,9                | 8,9                | 8,1                | 3,6                | −1,4               | −4,4               | −9                 | −0,3               |
| Абсолютний мінімум, °C  | −38,9              | −37,8              | −33,9              | −20,6              | −8,3               | −3,3               | −1,1               | −1,1               | −13,9              | −20                | −30                | −37,2              | −38,9              |
| Норма опадів, мм        | 34                 | 25                 | 28                 | 31                 | 50                 | 65                 | 37                 | 25                 | 35                 | 26                 | 36                 | 40                 | 432                |
| Днів з опадами          | 13,7               | 10,8               | 11,8               | 10,7               | 12,4               | 12,5               | 7,7                | 7,3                | 8,2                | 9,3                | 13,0               | 14,4               | 131,8              |
| Днів зі снігом          | 10,5               | 7,7                | 5,2                | 2,7                | 0,3                | 0,1                | 0                  | 0                  | 0                  | 1,2                | 7,4                | 11,8               | 46,9               |
| ----------------------- | ------------------ | ------------------ | ------------------ | ------------------ | ------------------ | ------------------ | ------------------ | ------------------ | ------------------ | ------------------ | ------------------ | ------------------ | ------------------ |
| Джерело: NOAA,          |                    |                    |                    |                    |                    |                    |                    |                    |                    |                    |                    |                    |                    |

## Демографія
Згідно з переписом 2010 року, у місті мешкало 19 927 осіб у 8638 домогосподарствах у складі 4944 родин. Густота населення становила 656 осіб/км².  Було 9379 помешкань (309/км²).
Расовий склад населення:
| - 94,2 % — білих - 1,3 % — корінних американців - 1,0 % — азіатів - 0,2 % — чорних або афроамериканців - 0,1 % — вихідців з тихоокеанських островів |

До двох чи більше рас належало 2,6 %. Частка іспаномовних становила 2,9 % від усіх жителів.
За віковим діапазоном населення розподілялося таким чином: 25,1 % — особи молодші 18 років, 59,5 % — особи у віці 18—64 років, 15,4 % — особи у віці 65 років та старші. Медіана віку мешканця становила 34,5 року. На 100 осіб жіночої статі у місті припадало 89,9 чоловіків;  на 100 жінок у віці від 18 років та старших — 84,7 чоловіків також старших 18 років.
Середній дохід на одне домашнє господарство  становив 52 321 долар США (медіана — 41 097), а середній дохід на одну сім'ю — 62 165 доларів (медіана — 53 617). Медіана доходів становила 40 368 доларів для чоловіків та 29 735 доларів для жінок. За межею бідності перебувало 17,1 % осіб, у тому числі 23,7 % дітей у віці до 18 років та 7,0 % осіб у віці 65 років та старших.
Цивільне працевлаштоване населення становило 9817 осіб. Основні галузі зайнятості: освіта, охорона здоров'я та соціальна допомога — 24,4 %, роздрібна торгівля — 16,7 %, фінанси, страхування та нерухомість — 10,5 %, мистецтво, розваги та відпочинок — 10,1 %.

### Походження предків
- німці — 21,7%
- ірландці — 12,0%
- норвежці — 11,3%
- англійці — 10,7%

## Транспорт
Через місто проходять автомагістралі US 2 і US 93.
Комерційне авіасполучення виконується Міжнародним аеропортом Глейшієр-Парк, що розташовано за 13 км на автошлясі США 2 між Каліспеллом і Коламбія-Фоллсом. Загальне авіасполучення виконується Каліспелльським міським аеропортом.
Пасажирське залізничне сполучення з Чикаго, Сіетлом і Портландом виконується залізничною станцією у Вайтфіші за 24 км на північ від міста.
Міське транспортне сполучення у Каліспеллі, Коламбія-Фоллсі та Вайтфіші виконує Ігл-Транзит, - агенція округу Флатхед.

## Українська громада
У Каліспеллі та окрузі численна українська громада релігійних біженців-протестантів (п'ятидесятники і баптисти).